# Qasr Kharana
Qasr Kharana (tiếng Ả Rập: قصر خرّانة), đôi khi viết là Qasr al Harrana, Qasr al Kharanah, Kharaneh hay Hraneh, là một trong những lâu đài sa mạc nổi tiếng nhất tọa lạc ở nơi ngày nay là đông Jordan, cự ly khoảng 60 kilômét (37 mi) về phía đông Amman và tương đối gần với biên giới với Ả-rập Xê-út. Người ta cho rằng lâu đài này đã được xây dựng vào khoảng đầu thế kỷ thứ 8, dựa trên một hình ve trên tường trong một phòng trên của tòa lâu đài, mặc dù ảnh hưởng có thể nhìn thấy Sassanid. Một ngôi nhà Hy Lạp hay Byzantine thể đã tồn tại trên địa điểm của tòa lâu đài này. Đây là một trong những ví dụ sớm nhất của kiến trúc Hồi giáo trong khu vực.
Mục đích của tòa lâu đài vẫn chưa rõ ràng. "Lâu đài" là một cái tên nhầm lẫn do cấu trúc bên trong của tòa nhà không đề xuất nó được xây cho mục đích sử dụng quân sự, và các khe hở trong bức tường của nó không có thể đã được thiết kế như là balistraria, hoặc khe hở mũi tên. Nó có thể là một trạm nghỉ, hoặc nơi nghỉ ngơi cho các thương nhân, nhưng lại thiếu nguồn nước mà các tòa nhà như vậy thường phải được xây gần và tòa lâu đài này không nằm trên bất kỳ tuyến đường thương mại lớn nào cả.
Nó vẫn còn bảo quản rất tốt. Do nó này nằm ngay gần một xa lộ lớn và gần Amman, nó đã trở thành một trong những truy lâu đài sa mạc người ta thăm nhiều nhất. Nhà khảo cổ học Stephen Urice đã viết luận án tiến sĩ của ông, sau này được xuất bản thành một cuốn sách, Qasr Kharana, dựa trên nghiên cứu này của ông, người ta đã khôi phục nhà vào cuối năm 1970.

Qasr Kharana
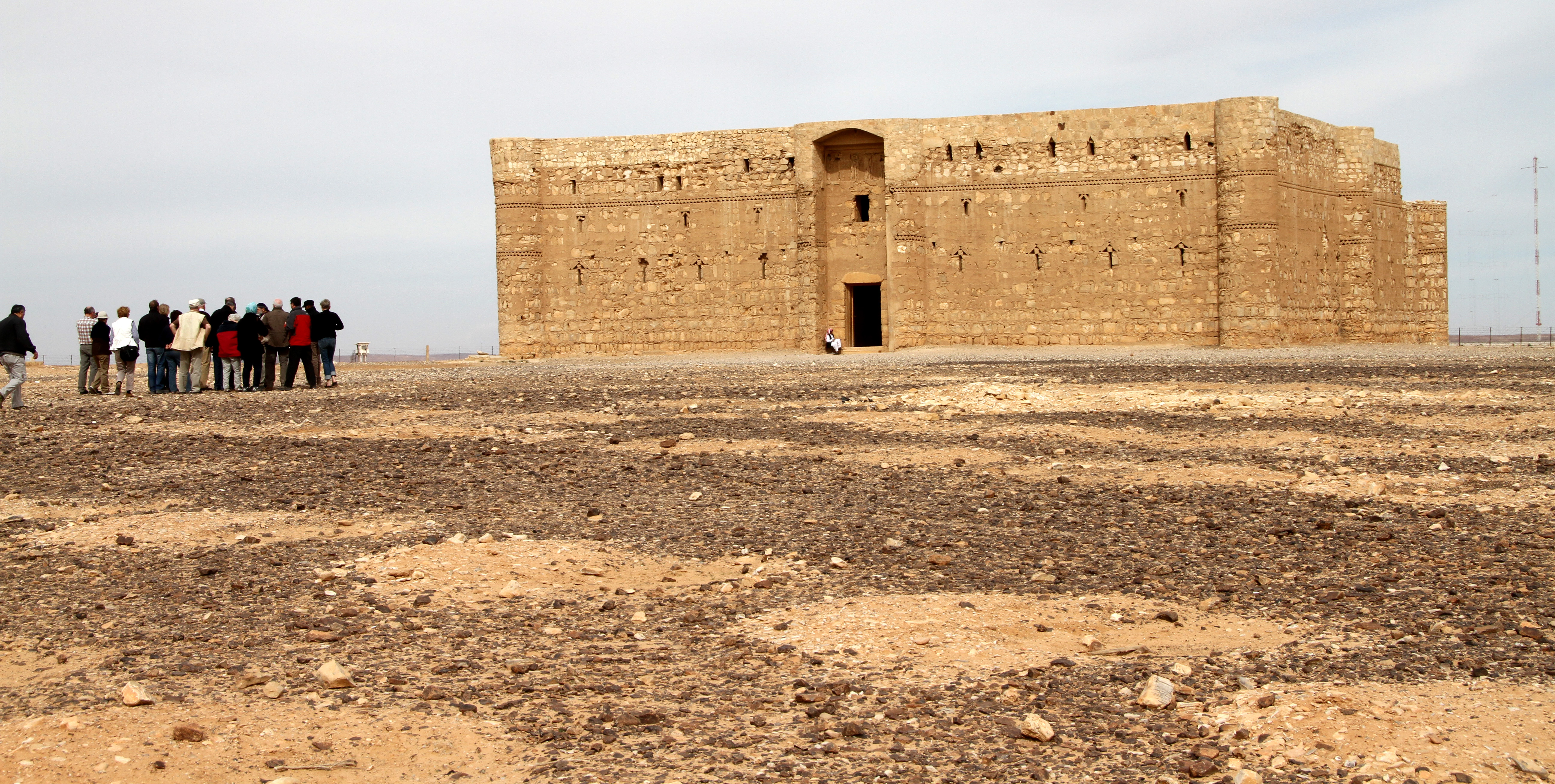
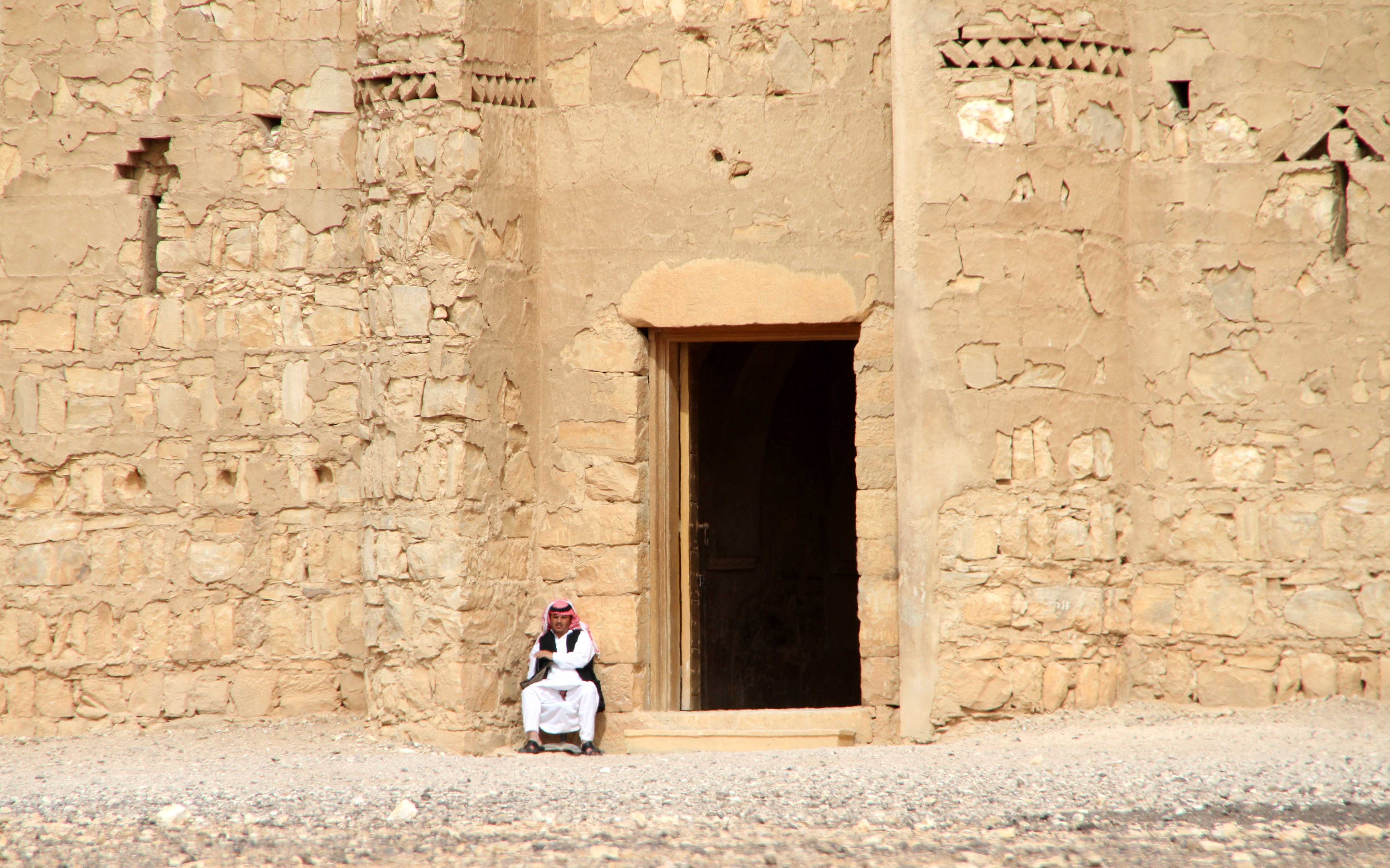
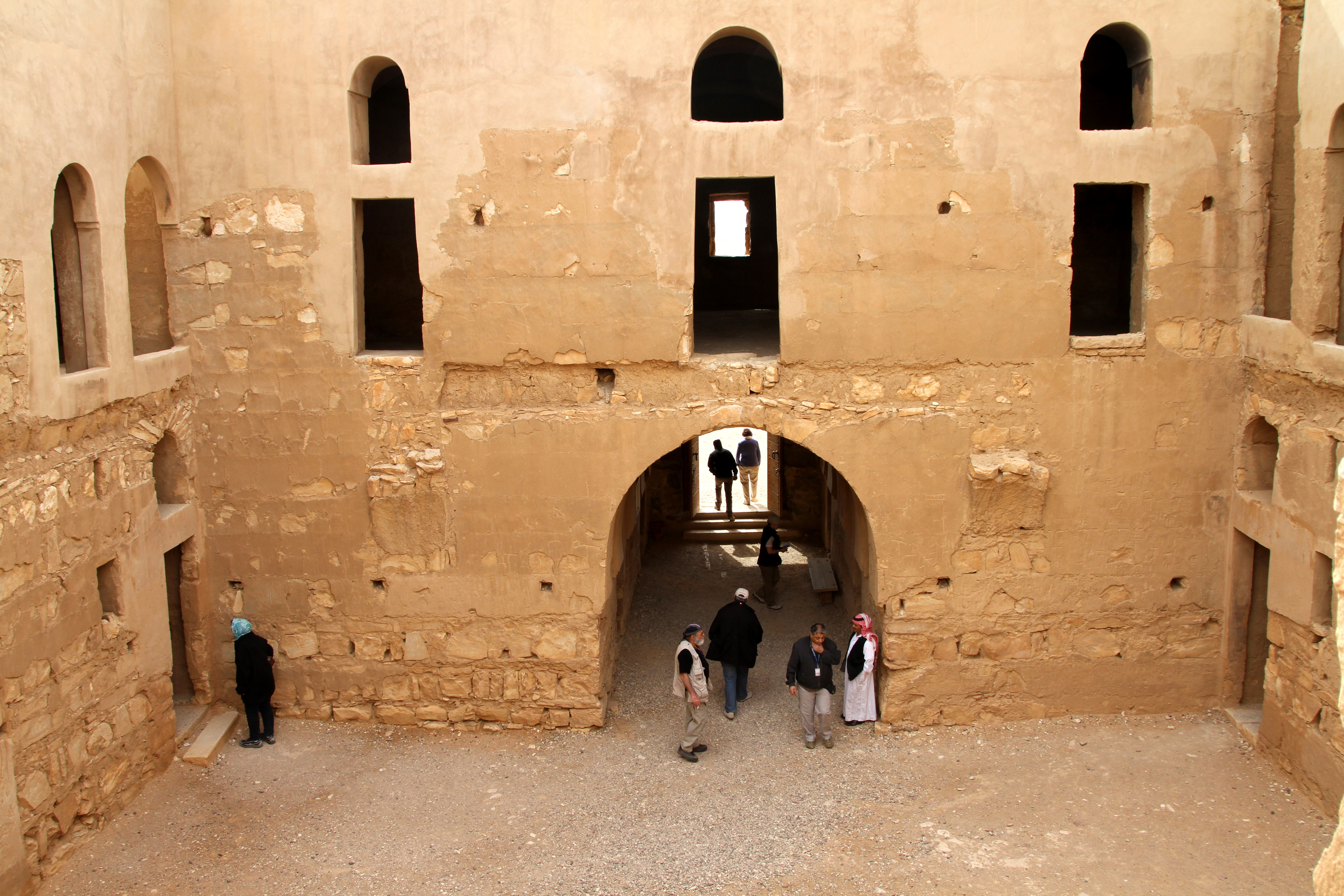
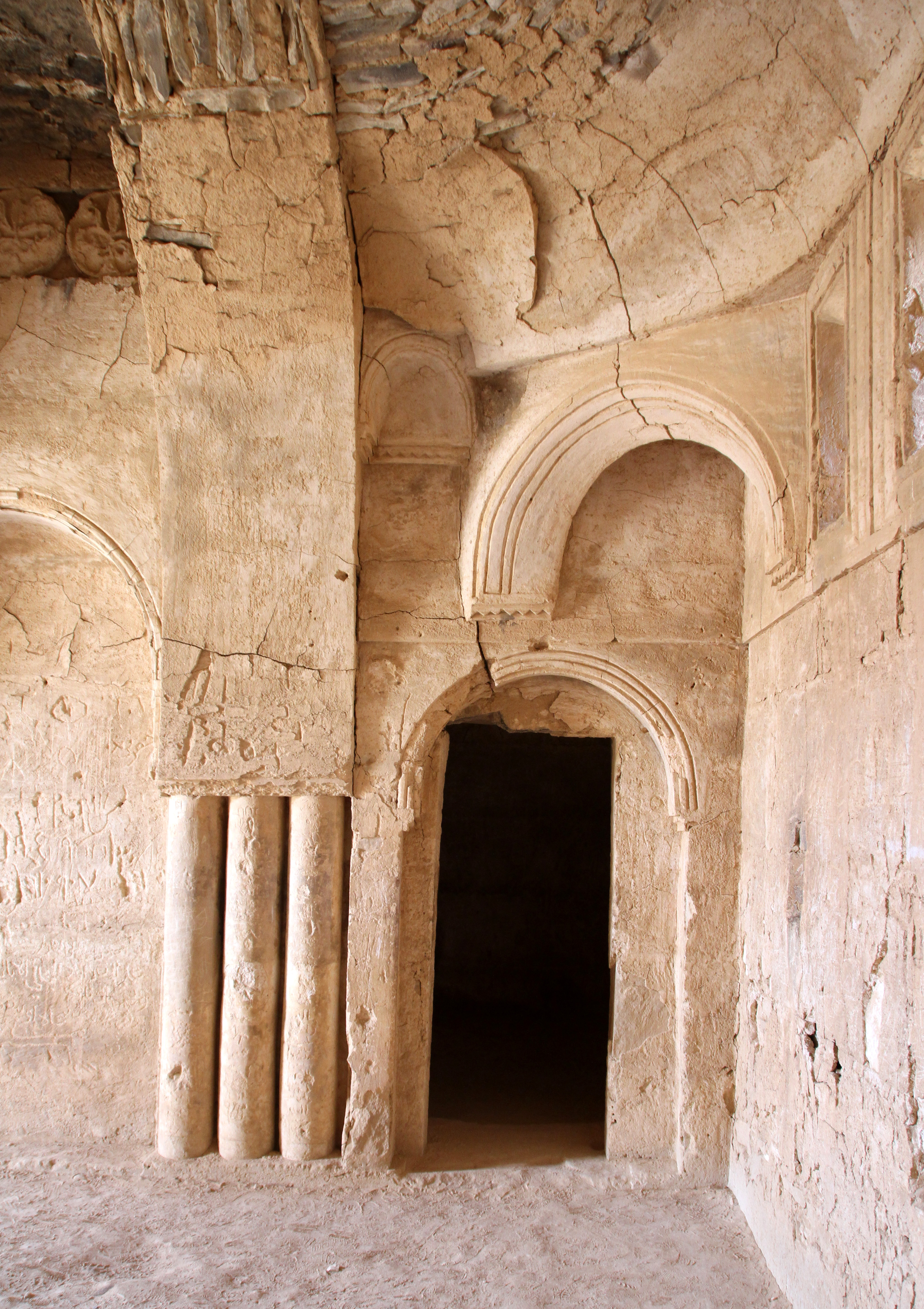
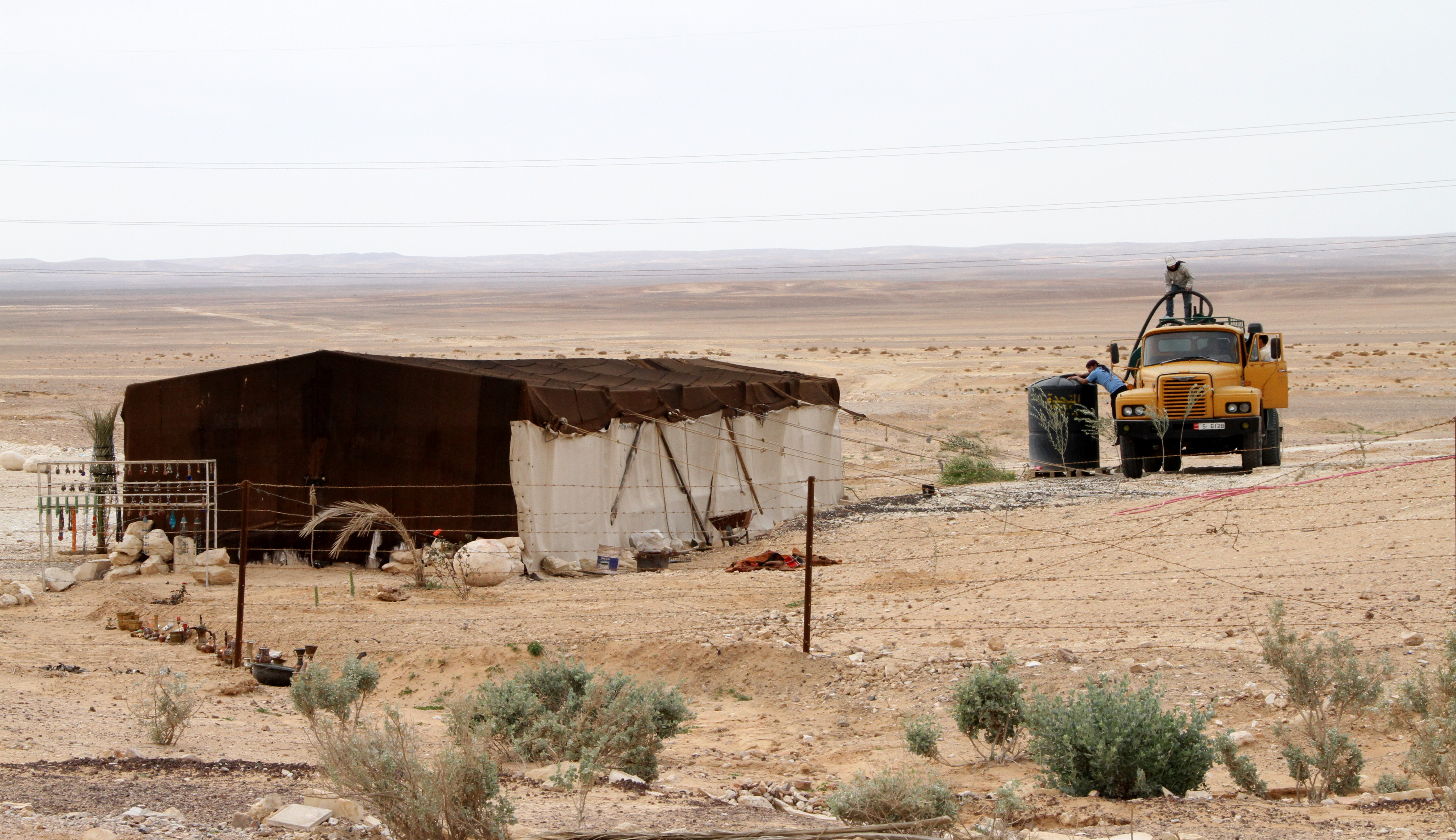